# Ignacio Zaragoza, Magdalena Peñasco
Ignacio Zaragoza är en ort i Mexiko.   Den ligger i kommunen Magdalena Peñasco och delstaten Oaxaca, i den sydöstra delen av landet, 290 km sydost om huvudstaden Mexico City. Ignacio Zaragoza ligger 1 997 meter över havet och antalet invånare är 350.
Terrängen runt Ignacio Zaragoza är kuperad. Runt Ignacio Zaragoza är det glesbefolkat, med 13 invånare per kvadratkilometer. Närmaste större samhälle är Heroica Ciudad de Tlaxiaco, 14,4 km väster om Ignacio Zaragoza. I omgivningarna runt Ignacio Zaragoza växer huvudsakligen savannskog.